# 743-й истребительный авиационный полк
743-й истребительный авиационный полк (743-й иап) — воинская часть Военно-воздушных сил (ВВС) Вооружённых Сил РККА, принимавшая участие в боевых действиях Великой Отечественной войны.

## Наименования полка
За весь период своего существования полк несколько раз менял своё наименование:
- 84-й «А» истребительный авиационный полк
- 348-й истребительный авиационный полк
- 743-й истребительный авиационный полк
- 743-й истребительный авиационный полк ПВО
- 743-й истребительный авиационный полк
- Войсковая часть Полевая почта 15463

## Создание полка
743-й истребительный авиационный полк сформирован переименованием 348-го истребительного авиационного полка 10 января 1942 года.
| И-15 бис | И-153 | И-16 |

## Переименование полка
- 743-й истребительный авиационный полк 2 июля 1943 года передан из ВВС КА в войска ПВО ТС[1], включён в состав 142-й иад ПВО и получил наименование 743-й истребительный авиационный полк ПВО.
- 743-й истребительный авиационный полк ПВО 15 октября 1951 года был передан из войск ПВО в состав 48-й воздушной армии Одесского военного округа и получил наименование 743-й истребительный авиационный полк.

## В действующей армии
В составе действующей армии:
- с 12 августа 1943 года по 31 декабря 1943 года;
- с 4 октября 1944 года по 9 мая 1945 года.

| Ла-7 | Ла-5 | ЛаГГ-3 |

## Командиры полка
- капитан Иванов Сергей Александрович[3] (погиб), 10.01.1942 — 25.04.1942
- майор Прилипко Иван Павлович[3], 26.04.1942 — 02.1944
- майор Вишняков Иван Павлович[3], 19.02.1944 — 31.12.1945

## В составе соединений и объединений
| Период        | Фронт (округ)                            | армия                                        | дивизия                                             | примечание                                                                              |
| ------------- | ---------------------------------------- | -------------------------------------------- | --------------------------------------------------- | --------------------------------------------------------------------------------------- |
| 14.01.1942 г. | Кавказский фронт                         | 44-я армия                                   | 135-я смешанная авиационная дивизия                 | И-153                                                                                   |
| 25.01.1942 г. | Кавказский фронт                         | 44-я армия                                   | 135-я истребительная авиационная дивизия            | И-153                                                                                   |
| 28.01.1942 г. | Закавказский военный округ               | ВВС округа                                   | 135-я истребительная авиационная дивизия            | И-153                                                                                   |
| 12.02.1942 г. | Крымский фронт                           | ВВС фронта                                   | 71-я авиационная дивизия                            | И-153                                                                                   |
| 31.03.1942 г. | Крымский фронт                           | ВВС фронта                                   | 25-я истребительная авиационная дивизия             | И-153                                                                                   |
| 15.04.1942 г. | Крымский фронт                           | ВВС фронта                                   |                                                     | И-153                                                                                   |
| 18.05.1942 г. | Крымский фронт                           | ВВС фронта                                   |                                                     | Передал оставшиеся 6 И-153 в 347-й иап и убыл в тыл на доукомплектование и переучивание |
| 22.05.1942 г. | Закавказский фронт                       | ВВС фронта                                   | 25-й запасной истребительный авиационный полк       | переформирован по штату 015/174 и освоил истребители ЛаГГ-3                             |
| 22.09.1942 г. | Закавказский фронт                       | ВВС фронта                                   |                                                     | ЛаГГ-3                                                                                  |
| 24.09.1942 г. | Закавказский фронт Северная группа войск | 4-я воздушная армия (СССР)                   | 217-я истребительная авиационная дивизия            | ЛаГГ-3                                                                                  |
| 31.10.1942 г. | Закавказский фронт Северная группа войск | 4-я воздушная армия (СССР)                   | 217-я истребительная авиационная дивизия            | Передал 11 ЛаГГ-3 и 4 лётчика в другие полки и вышел в резерв 4-й ВА                    |
| 02.11.1942 г. | Закавказский фронт Северная группа войск | 4-я воздушная армия (СССР)                   | 217-я истребительная авиационная дивизия            | переформирован по штату 015/284 и доукомплектован на аэродром Гудермес                  |
| 25.12.1942 г. | Закавказский фронт Северная группа войск | 4-я воздушная армия (СССР)                   | 6-й отдельный учебно-тренировочный авиационный полк | Сальяны                                                                                 |
| 17.03.1943 г. | Закавказский военный округ               | ВВС округа                                   | 26-й запасной истребительный авиационный полк       | ст. Сандары, Хоукер Харрикейн                                                           |
| 02.07.1943 г. | Восточный фронт ПВО                      | Горьковский корпусной район ПВО              | 142-я истребительная авиационная дивизия ПВО        | Хоукер Харрикейн                                                                        |
| 01.10.1943 г. | Восточный фронт ПВО                      | Саратовско-Балашовский дивизионный район ПВО | 144-я истребительная авиационная дивизия ПВО        | Хоукер Харрикейн                                                                        |
| 21.04.1944 г. | Южный фронт ПВО                          | 5-й корпус ПВО                               | 144-я истребительная авиационная дивизия ПВО        | Хоукер Харрикейн                                                                        |
| 01.10.1944 г. | Южный фронт ПВО                          | 86-я дивизия ПВО                             | 123-я истребительная авиационная дивизия ПВО        | Хоукер Харрикейн                                                                        |
| 24.12.1944 г. | Юго-Западный фронт ПВО                   | 86-я дивизия ПВО                             | 123-я истребительная авиационная дивизия ПВО        | Хоукер Харрикейн                                                                        |
| 01.01.1945 г. | Юго-Западный фронт ПВО                   | 12-й корпус ПВО                              | 123-я истребительная авиационная дивизия ПВО        | Хоукер Харрикейн, Спитфайр-IX                                                           |
| 09.05.1945 г. | Юго-Западный фронт ПВО                   | 86-я дивизия ПВО                             | 123-я истребительная авиационная дивизия ПВО        | Хоукер Харрикейн, Спитфайр-IX                                                           |
| 01.09.1945 г. | Юго-Западный округ ПВО                   |                                              | 123-я истребительная авиационная дивизия ПВО        | Спитфайр-IX                                                                             |
| 01.06.1947 г. | Юго-Западный округ ПВО                   | 21-я воздушная истребительная армия ПВО      | 123-я истребительная авиационная дивизия ПВО        | Спитфайр-IX                                                                             |
| 01.07.1947 г. | Юго-Западный округ ПВО                   | 66-я воздушная истребительная армия ПВО      | 123-я истребительная авиационная дивизия ПВО        | Спитфайр-IX                                                                             |
| 01.08.1947 г. | Юго-Западный округ ПВО                   | 32-я воздушная истребительная армия ПВО      | 123-я истребительная авиационная дивизия ПВО        | Спитфайр-IX                                                                             |
| 01.12.1947 г. | Юго-Западный округ ПВО                   | 32-я воздушная истребительная армия ПВО      | 123-я истребительная авиационная дивизия ПВО        | Ла-7                                                                                    |
| 01.01.1949 г. | Юго-Западный округ ПВО                   | 32-я воздушная истребительная армия ПВО      | 123-я истребительная авиационная дивизия ПВО        | Аэрокобра                                                                               |
| 15.10.1951 г. | Одесский военный округ                   | 48-я воздушная армия                         | 123-я истребительная авиационная дивизия            | Аэрокобра                                                                               |
| 11.11.1951 г. | Одесский военный округ                   | 48-я воздушная армия                         | 123-я истребительная авиационная дивизия            | получил 30 МиГ-15бис                                                                    |
| 20.10.1952 г. | Группа советских войск в Германии        | 24-я воздушная армия                         | 123-я истребительная авиационная дивизия            | МиГ-15бис                                                                               |
| 01.01.1954 г. | Группа советских войск в Германии        | 24-я воздушная армия                         | 123-я истребительная авиационная дивизия            | МиГ-17                                                                                  |
| 01.10.1956 г. | Прибалтийский военный округ              | 30-я воздушная армия                         | 123-я истребительная авиационная дивизия            | МиГ-17                                                                                  |
| 15.08.1959 г. | Прибалтийский военный округ              | 30-я воздушная армия                         | 123-я истребительная авиационная дивизия            | МиГ-17                                                                                  |

## Участие в операциях и битвах
- Бои на Крымском полуострове — с 10 января 1942 года по 31 марта 1942 года
- Оборона Севастополя — с 31 марта 1942 года по 18 мая 1942 года
- Противовоздушная оборона войск Одесского военного округа
- Противовоздушная оборона войск 1-го Украинского фронта
- Противовоздушная оборона войск Отдельной Приморской армии

## Первая победа полка в воздушном бою
Первая известная воздушная победа полка в Отечественной войне одержана 25 февраля 1942 года: старший лейтенант Кантеев К. Б. в воздушном бою в районе ст. Тамань — ст. Томильня сбил немецкий бомбардировщик He-111.

## Отличившиеся воины
- Батырев Пётр Михайлович, лётчик полка, Указом Президиума Верховного Совета СССР удостоен звания Героя Советского Союза будучи помощником по воздушно-стрелковой службе командира 163-го гвардейского истребительного авиационного полка 229-й истребительной авиационной дивизии 4-й воздушной армии 23 февраля 1945 года. Посмертно.
- Бородачёв Виктор Иванович, лётчик полка, Указом Президиума Верховного Совета СССР удостоен звания Героя Советского Союза будучи командиром эскадрильи 40-го гвардейского истребительного авиационного полка 8-й гвардейской истребительной авиационной дивизии 5-го истребительного авиационного корпуса 2-й воздушной армии 1 июля 1944 года Указом Верховного Совета СССР удостоен звания Герой Советского Союза. Золотая Звезда № 2339.
- Рыжий Леонид Кириллович, лётчик полка, Указом Президиума Верховного Совета СССР удостоен звания Героя Советского Союза будучи командиром эскадрильи 347-го истребительного авиационного полка 193-й истребительной авиационной дивизии 13-го истребительного авиационного корпуса 16-й воздушной армии 15 мая 1946 года удостоен звания Герой Советского Союза. Золотая Звезда № 9024

## Лётчики-асы полка
| Фамилия, имя отчество         | Награды | Сбито самолётов | Примечание                                                                     |
| ----------------------------- | ------- | --------------- | ------------------------------------------------------------------------------ |
| Костиков Николай Иванович     |         | 6+0             | в полку с ноября 1941 по октябрь 1942                                          |
| Батырев Пётр Михайлович       |         | 5+1             | Боевых вылетов: 362; воздушных боёв: 53, лётчик полка: февраль — октябрь 1942  |
| Бородачёв Виктор Иванович     |         | 24 + 3          | лётчик полка: февраль — ноябрь 1942                                            |
| Виноградов Василий Степанович |         | 8 + 3           | лётчик полка: февраль — май 1942                                               |
| Гришаев Герасим Герасимович   |         | 10 + 4          | Боевых вылетов: 397, лётчик полка: февраль — декабрь 1942                      |
| Ковалёв Николай Иванович      |         | 9 + 3           | Боевых вылетов: 370; воздушных боёв: 82, лётчик полка: август 1941 — май 1942  |
| Никитин Александр Никонорович |         | 4 + 4           | Боевых вылетов: 225, лётчик полка: февраль — декабрь 1942                      |
| Петухов Сергей Михайлович     |         | 8 + 2           | Боевых вылетов: 225, лётчик полка: с ноября 1941 по май 1942                   |
| Рыжий Леонид Кириллович       |         | 21 + 1          | Боевых вылетов: 290; воздушных боёв: 95, лётчик полка: декабрь 1941 — май 1942 |

## Итоги боевой деятельности полка
Всего за годы Великой Отечественной войны полком:
| Выполнено боевых вылетов | Проведено воздушных боёв | Сбито самолётов противника |
| ------------------------ | ------------------------ | -------------------------- |
| 2491                     | 334                      | 36                         |

Свои потери:
| Потеряно самолётов, всего | Погибло лётчиков всего |
| ------------------------- | ---------------------- |
| 20                        | 11                     |

## Самолёты на вооружении
| Период      | Самолёты         |
| ----------- | ---------------- |
| 1941 — 1942 | И-153            |
| 1942 — 1943 | ЛаГГ-3           |
| 1943 — 1945 | Хоукер Харрикейн |
| 1945 — 1947 | Спитфайр         |
| 1947 — 1949 | Ла-7             |
| 1949 — 1952 | Аэрокобра        |
| 1952 — 1954 | МиГ-15бис        |
| 1954 — 1959 | МиГ-17           |

## Базирование
| Период            | Аэродром        |
| ----------------- | --------------- |
| 05.1945 — 10.1952 | Одесса, Украина |
| 10.1952 — 10.1956 | Лерц, Германия  |
| 10.1956 — 08.1959 | Валга, Эстония  |